# Массімо Бонтемпеллі
Массімо Бонтемпеллі (12 травня 1878 — 21 липня 1960) — італійський письменник, журналіст і драматург, есеїст, композитор. Був одним із засновників італійського магічного реалізму, за своє життя створив кілька збірок оповідань і віршів, ряд романів і п'єс, а також кілька музичних творів.

## Біографія
Народився в місті Комо в родині залізничного інженера, в дитинстві часто переїжджав з місця на місце. У 1902 році закінчив Туринський університет, захистивши дисертацію на тему походження фалекейського вірша, і почав працювати вчителем у середній школі. На цій посаді він працював сім років, паралельно займаючись написанням статей для газет, і врешті-решт відмовився від викладання на користь журналістики. У 1904 році опублікував свою першу збірку оповідань і дві п'єси, написані в дусі класицизму, від якого він згодом відрікся. У 1910 році переїхав до Флоренції. Під час Першої світової війни був військовим кореспондентом, з 1917 року також проходив службу в артилерії. Після війни оселився в Мілані і зацікавився літературою, особливо напрямками футуризму і магічного реалізму. У 1919 році опублікував черговий збірник своїх віршів, написаних у воєнні роки, в яких вже відчувався вплив футуризму. У 1921—1922 роках працював журналістом в Парижі, потім переїхав до Риму. У 1926 році став одним із засновників літературного журналу «900», з яким, однак, порвав вже через рік. Входив до групи новеченто.
З кінця 1920-х і протягом 1930-х років активно підтримував фашистський режим, займав з 1928 року посаду секретаря Союзу фашистських письменників і часто їздив за кордон з пропагандистськими лекціями про італійську культуру; в 1935 році був одним з редакторів шкільного підручника з літератури. У 1938 році, однак, він відмовився зайняти професорський пост в університеті, який раніше займав звільнений професор-єврей, і був вигнаний з фашистської партії, що також змусило його покинути Рим і переїхати до Венеції. Після Другої світової війни Бонтемпеллі повернувся в Мілан, заснував Національний союз драматургів, а в 1948 році переміг на виборах в Сенат, але не був допущений до роботи, коли з'ясувалися його зв'язку з фашистами в минулому. У 1953 році за свій роман L'amante fedele став лауреатом Премії Стрега — найпрестижнішої літературної нагороди Італії. Помер у Римі.